# Кирпиченко Ольга Петрівна
Ольга Петрівна Кирпиченко (нар. 15 липня 1942, село Попелак, тепер Новотроїцького району Херсонської області) — українська радянська діячка, бригадир садівничої бригади радгоспу «Весна» Нижньогірського району Кримської області. Депутат Верховної Ради УРСР 9—10-го скликань.

## Біографія
Народилася в селянській родині. У 1957 році закінчила восьмирічну школу.
У 1957—1959 роках — колгоспниця колгоспу імені Леніна Сиваського району Херсонської області.
З 1959 року — кухар їдальні в селі Тімірязєве Красногвардійського району Кримської області.
З 1962 року — робітниця, з 1971 року — бригадир садівничої бригади радгоспу «Весна» Нижньогірського району Кримської області.
Здобула середню спеціальну освіту: в 1971 році закінчила Кримський сільськогосподарський технікум. Потім навчалася у вищому навчальному закладі.
Потім — на пенсії в селі Кісточківці Нижньогірського району Автономної Республіки Крим.

## Нагороди
- орден Трудового Червоного Прапора (1973)
- ордени
- медалі
- лауреат Державної премії Української РСР